# Pauvre Chiffonnier
Pour plus de détails, voir Fiche technique et Distribution.
Pauvre chiffonnier est un film muet français réalisé par Louis Feuillade, sorti en 1909.

## Distribution
- Alice Tissot
- Maurice Vinot